# La Mancuerna
La Mancuerna är en ort i Mexiko.   Den ligger i kommunen Tatatila och delstaten Veracruz, i den sydöstra delen av landet, 210 km öster om huvudstaden Mexico City. La Mancuerna ligger 2 207 meter över havet och antalet invånare är 620.
Terrängen runt La Mancuerna är bergig norrut, men söderut är den kuperad. Terrängen runt La Mancuerna sluttar norrut. Runt La Mancuerna är det ganska tätbefolkat, med 160 invånare per kvadratkilometer. Närmaste större samhälle är Atzalan, 16,6 km nordväst om La Mancuerna. I omgivningarna runt La Mancuerna växer i huvudsak blandskog.